# Пам'ятки архітектури Новоархангельського району
У Новоархангельському районі Кіровоградської області на обліку перебуває 4 пам'ятки архітектури.
| № пп | Найменування пам’ятки   | Датування | Місцезнаходження пам’ятки       | Охорон. номер |
| ---- | ----------------------- | --------- | ------------------------------- | ------------- |
| 1.   | Свято-Покровська церква | п.19 ст.  | с. Нерубайка                    | 101-Кв        |
| 2.   | Земська школа           | 1905 р.   | с. Кальніболота, вул. Лепетенка | 135-Кв        |
| 3.   | Садибний будинок        | п.20 ст.  | с. Скалівські Хутори            | 137-Кв        |
| 4.   | Пречистенська церква    | к.19 ст.  | с. Ятрань, вул. Леніна          | 211-Кв        |